# Friedrich Vogt
Pour les articles homonymes, voir Vogt (homonymie).
Friedrich Vogt (né le 8 février 1852 à Büttelbronn et mort le 11 mai 1935 dans la même ville) est un propriétaire foncier, maire et député du Reichstag.

## Biographie
Vogt étudie à l'école primaire puis à l'académie agricole de Worms (Dr. Scheider). Il sert du 1er janvier 1873 à la fin du mois d'août 1874 dans le 123e régiment de grenadiers (de). À partir d'août 1882, il est maire de Büttelbronn, paroisse de Steinbach et parfois aussi député de l'assemblée du grand-bailliage de Künzelsau (de).
De 1903 à 1918, il est député du Reichstag pour la 12e circonscription de Wurtemberg (Gerabronn (de), Crailsheim, Mergentheim (de), Künzelsau (de)). Il est membre de la Fédération des agriculteurs et appartenait aux groupes parlementaires suivants du Reichstag: Association économique (de), Fédération des agriculteurs et Parti conservateur allemand. De 1912 jusqu'à la fin de la monarchie, il est membre de la deuxième chambre des États de Wurtemberg (de) et représente la circonscription de Mergentheim. De 1919 à 1920, il est mandaté à l'Assemblée constitutionnelle de l'État (de) pour la Fédération des agriculteurs et des viticulteurs du Wurtemberg (de) (WBWB). De 1920 à 1924, il est de nouveau membre du parlement de l'État (de) de Stuttgart.